# Plagiat

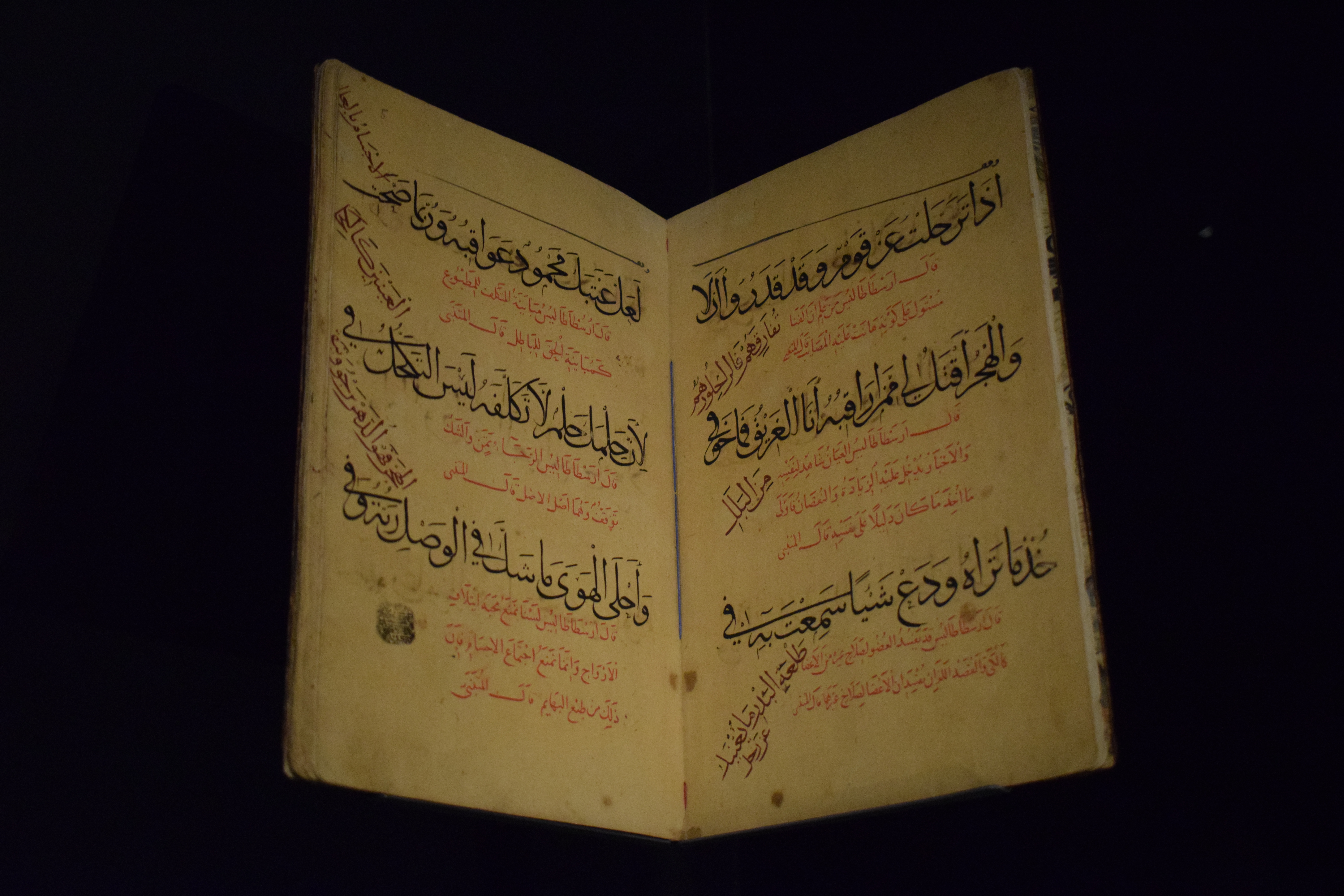
Le critique littéraire et philologue vivant à Bagdad, al-Hatimi († 988), accuse le poète al-Mutanabbi de plagier dans sa poésie (en noir) Aristote (en rouge).

Le plagiat est une faute d'ordre moral, civil ou commercial, qui peut être sanctionnée au pénal. Elle consiste à copier un auteur, ou accaparer l'œuvre d'un créateur dans le domaine des arts, sans le citer ou le dire, ainsi qu'à fortement s'inspirer d'un modèle que l'on omet, délibérément ou par négligence, de désigner. Il est souvent assimilé à un vol immatériel. Certains opèrent une distinction entre le plagiat, emprunt grossier, et le « démarquage », où le texte subit des modifications variées pour brouiller les pistes.
Le « plagiaire » est celui qui s'approprie indûment ou frauduleusement tout ou partie d'une œuvre littéraire, technique ou artistique (et certains étendent ceci — par extension — à un style, des idées, ou des faits). Le plagiat diffère de l'art du pastiche, qui consiste à imiter ou à calquer les codes ou les figures d'expression d'un auteur, dans un but d'ironie, d'humour ou de dérision.

## Origine du mot et histoire du plagiat dans les arts

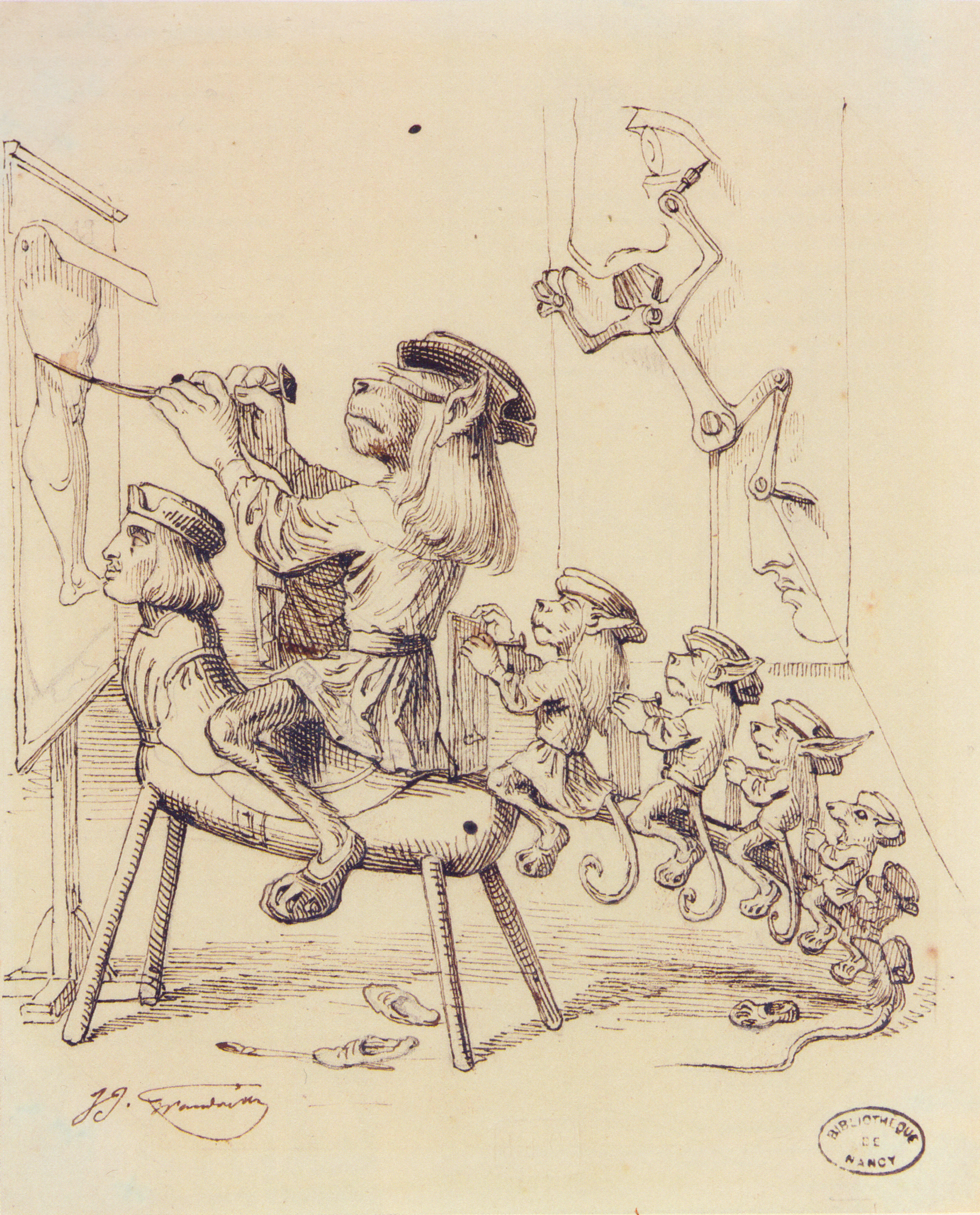
C'était un grand maître, Grandville.

Attesté en français en 1697, le mot « plagiat » désigne l'œuvre d'un tricheur, d'un voleur ou pilleur. Il commence à s'appliquer au monde des Belles-lettres, même si le verbe « plagier » n'apparaît qu'en 1801. Le mot « plagiaire » est plus ancien, attesté vers 1484 selon le dictionnaire étymologique de Dubois et Dauzat : « le plagiaire n'est qu'un faussaire qui se contente de recopier les autres artistes, hommes de l'art ou de science, de voler les bons auteurs, contributeurs ou hommes de spécialités, tant leurs livres, leurs manuscrits, leurs études, rapports, bref d'accaparer sans vergogne le fruit de leurs recherches et de leurs longues applications à fabriquer et étudier. Il s'agit de quelqu'un qui s'approprie le labeur d'autrui tout en cherchant à se faire passer pour le créateur ou l'auteur véritable et à essayer d'en capter honneurs et succès ».
Le mot latin masculin « plǎgǐārĭus, ĭi » désigne un débaucheur d'esclave d'autrui, un receleur d'esclaves, c'est-à-dire de biens meubles dérobés illégalement ainsi qu'un marchand qui vend ou achète comme esclave une personne libre ou un enfant ravi à sa famille libre. Le mot latin provient du verbe plăgiāre, qui signifie simplement à l'époque de Cicéron « voler un homme », selon le Gaffiot. Le plǎgĭum est alors une activité criminelle, car l'autorité régule et contrôle le commerce des esclaves. Nous pouvons supposer que le dernier verbe gréco-romain, issu du mot grec plagios, signifiant « oblique, en pente », également à l'origine du terme italien plaggia soit la plage en un sens topographique, possède à l'origine le sens de « obliquer, détourner ». Le plagiaire, s'il est un auteur d'un forfait, s'affirme dès l'Antiquité en auteur crapuleux d'un détournement vers ses propres intérêts à valoriser, quitte à réduire en esclavage d'autres hommes ou leurs enfants.
Les premières attentions portées au plagiat, perçu comme un phénomène préjudiciable à la création, sont issues du monde littéraire. En matière intellectuelle les idées sont de libre parcours : tout le monde peut les reprendre. Mais le plagiat va au-delà : le plagiaire tente d'usurper une gloire indue en s'appuyant sur l'œuvre d'un autre auteur. Il emprunte sans le dire la forme de l'expression.
Le terme « plagiaire » semble apparaître pour la première fois dans les épigrammes du poète satirique Martial, lequel se plaint à un ami que ses œuvres ont été appropriées par un autre et sont en servitude pénible, en rappelant quel est le véritable auteur : « tu ramèneras le plagiaire à la pudeur » (impones plagiario pudorem). Pourtant à cette époque, le plagiat est un jeu d'école qui légitime ce type d'emprunt souvent avoué ou connu. Ainsi Sénèque engage les auteurs à « digérer » leurs prédécesseurs.
Au Moyen Âge, trouvères et troubadours ne cessent de se copier. La tradition orale est alors encore plus importante que la tradition écrite avec des œuvres qui ne sont pas signées. Avant la découverte de l'imprimerie, les copistes n'hésitent pas à faire commerce des écrits qu'ils ont copiés pour leur compte. À la Renaissance, la réapparition des manuscrits grecs et romains favorise le plagiat alors que se développe progressivement la conception patrimoniale de l'œuvre littéraire et la diffusion du livre par la librairie. En France, l'ordonnance du 17 mars 1539 défend d'imprimer des livres nouveaux sans la permission du Parlement ou du roi. L'ordonnance de Moulins de février 1566 donne alors au libraire un droit d'exploitation, souvent sur 10 ans, l'auteur lui vendant son œuvre sans considération du nombre d'exemplaires vendus.
Au XVIIe siècle, le plagiat est au centre de nombreuses controverses, notamment chez les grands auteurs qui commencent à pouvoir vivre de leur plume sans avoir besoin de mécène. À cette époque, un prétendu professeur enseigne à ses disciples « l'art de voler et de pallier finement leur larcin ». Antoine Gachet d'Artigny relate dans ses Nouveaux mémoires d'histoire, de critique et de littérature comment un certain Richesource crée une école de plagianisme.
Ce n'est qu'au XVIIIe siècle que le droit d'auteur se forme dans sa conception moderne, et que le plagiat devient juridiquement distinct de la contrefaçon. Le 26 Juillet 1775, le naturaliste Charles Bonnet écrivit Dans une lettre:  « Le plagiat est incontestablement un des délits les plus graves qui puissent se commettre dans la République des Lettres, ».
Le terme prend son sens au XIXe siècle, et désigne alors les œuvres dont le caractère original n’est pas jugé suffisant pour les faire entrer dans la littérature.[réf. nécessaire] Avec le temps et le développement de l’impression à grande échelle, le plagiat n’empiète plus seulement sur les terrains de l’originalité ou de la moralité, mais également sur celui de la propriété.
La copie à titre humoristique, par exemple le pastiche, est en France exclue de l'application de la loi sur la propriété intellectuelle.

## La notion de plagiat

### En droit
En droit français, le mot « plagiat » n'existe pas en tant que tel. Il serait vain de le chercher dans les textes. Le terme légal exact est la contrefaçon, définie par l'article L. 335-3 du Code de la propriété intellectuelle comme « toute reproduction, représentation ou diffusion, par quelque moyen que ce soit, d’une œuvre de l’esprit en violation des droits de l’auteur, tels qu’ils sont définis et réglementés par la loi ». En clair, toute utilisation d'une œuvre sans autorisation de l'auteur ou ses ayants droit constitue une contrefaçon et peut être punie. Sachant que, juridiquement, la notion d’œuvre est très large — toute création originale constitue une œuvre —, il ne s'agit pas seulement des « œuvres d'art ». La beauté n'est d'ailleurs pas un critère de la protection de l’œuvre.
La limite entre la contrefaçon et la simple inspiration ou l'hommage est parfois difficile à déterminer. Il existe des limites au délit de contrefaçon, notamment le droit de citation, qui permet de reproduire un court extrait d'une œuvre sans autorisation de l'auteur, à condition que celui-ci soit crédité. Cependant, cette exception n'est pas généralisable : il ne suffit pas pour le plagiaire de citer l'auteur original pour échapper à l'accusation de contrefaçon. De fait, si tel était le cas, les droits de propriété intellectuelle seraient impossibles à faire respecter en pratique.

### Aux limites du champ du plagiat
De nombreux cas particuliers existent, parfois aux limites du plagiat :
- formes assumées et plus ou moins admises de contrefaçons comiques ou de plagiats à vocation caricaturale, de jeux ou exercices littéraires (comme ceux de l’Oulipo[12]), artistiques ou humoristiques[13] ;
- cas des personnalités qui prononcent des discours entièrement écrits par un tiers (très rarement cité), ou de certains auteurs éditant des travaux d'étudiants, d'un nègre littéraire ou autre « prête-plume[14] » en les présentant (mensonge par omission) comme leurs ; pratiques considérées comme admises à certaines époques ou tolérées dans certains contextes ;
- cas plausibles de plagiats involontaires ou inconscients[15]. Ils peuvent être difficilement différentiables de vrais plagiats.
- cas particuliers parfois complexes de plagiats en cascade (plagiat d'un plagiaire[16]) ;
- cas de reprise de travaux personnels antérieurement édités sous un pseudonyme[17] ou anonymement ;
- cas de reprise d'éléments d'un travail collaboratif à plusieurs auteurs dont certains anonymes (une source anonyme peut cependant être citée en tant que telle, mais peut dans certains contextes être jugée sans valeur, dans le cas d'une « communication personnelle » sans tiers témoins par exemple) ;
- et éventuellement, cas du brevetage du vivant à visées commerciales, qui pourrait être considéré comme une forme de plagiat, dans la mesure où il y aurait appropriation indue par exemple de caractères de variétés végétales sélectionnées par des générations de paysans, puis brevetées et privatisées.[réf. nécessaire]

### «Plagiat par anticipation»
La notion de « plagiat par anticipation » est humoristique. Elle consiste à rejeter l'accusation de plagiat sur un auteur antérieur. Elle a été proposée par François Le Lionnais, membre de l'Ouvroir de littérature potentielle et fondateur de l'Institut de Prothèse Littéraire, qui la justifie ainsi :

« Il nous arrive parfois de découvrir qu'une structure que nous avions crue parfaitement inédite, avait déjà été découverte ou inventée dans un passé lointain. Nous nous faisons un devoir de reconnaître cet état de choses en qualifiant les textes en cause de plagiats par anticipation. »

Il ne s'agit pas ici de copier, mais de faire un usage créatif du plagiat, en identifiant dans des textes du passé des possibilités que leurs auteurs n'avaient pas soupçonnées. Une telle pratique avait été explicitement revendiquée par Lautréamont. Marcel Bénabou rattache l'origine de la notion à un vers d'Alexis Piron dans La Métromanie :

« Leurs écrits sont des vols qu'ils nous ont faits d'avance. »

— Acte III, scène 7
La notion de plagiat par anticipation sera ensuite actualisée et développée par Pierre Bayard dans son ouvrage de 2009.

## Domaines du plagiat

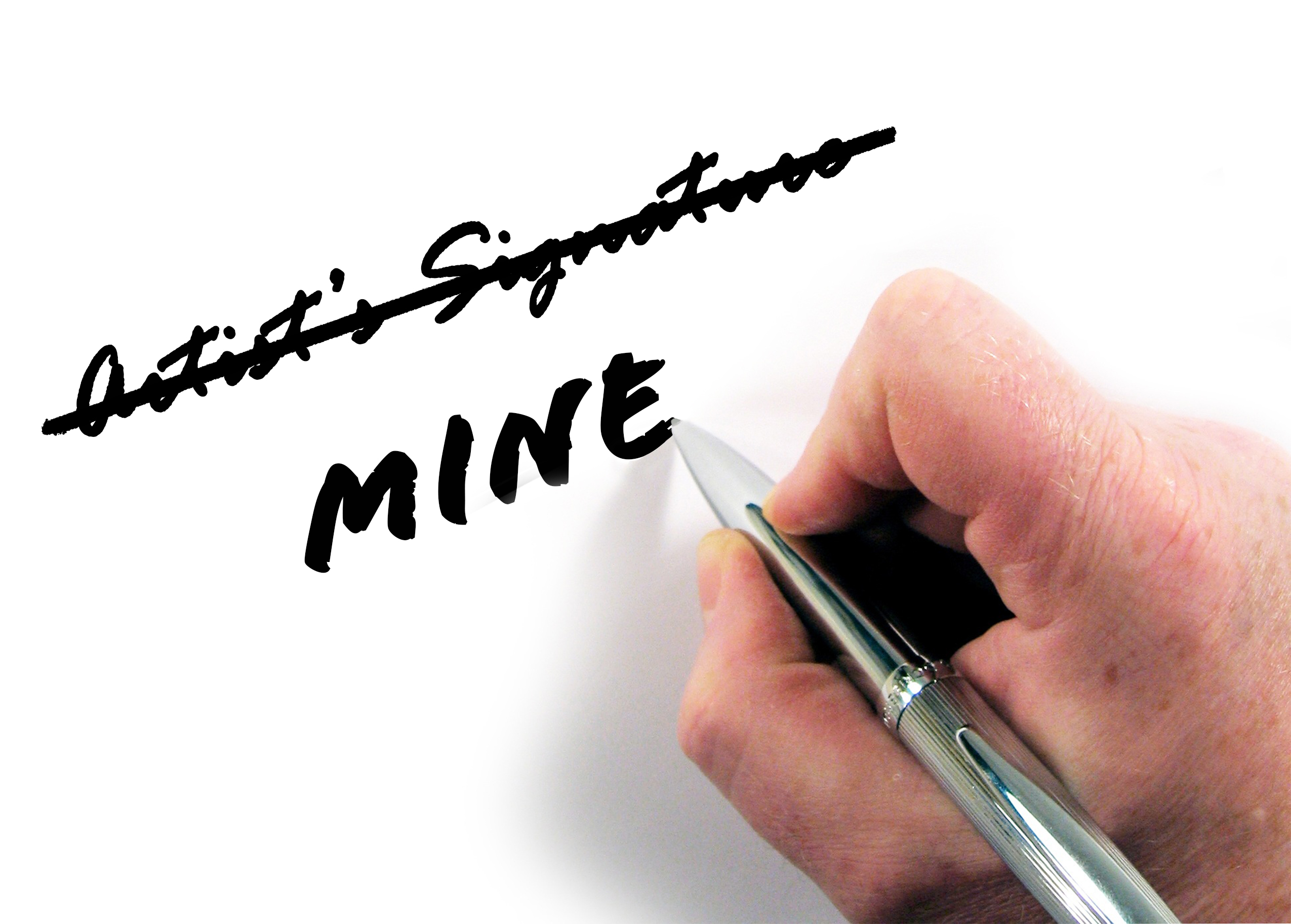
Illustration d'un plagiaire anglophone revendiquant une œuvre comme étant la sienne.

### Dans les sciences
Le plagiat se retrouve aussi dans le domaine des sciences exactes, où il constitue une partie des fraudes scientifiques,,.

### Dans la fiction
Le plagiat n'est pas seulement une pratique condamnable en littérature, mais aussi un thème régulièrement abordé dans les intrigues romanesques.
- Le roman Mourir à Francfort de Hubert Monteilhet met en scène un écrivain amer plagiant une partie de l'œuvre immense, et pour la plus grande partie méconnue, de l'abbé Prévost, dans le but de ridiculiser son éditeur.
- Tiré à part roman de Jean-Jacques Fiechter, porté au cinéma par Bernard Rapp, décrit une vengeance subtile dont l'arme est un plagiat.
- Le Détour de S.A Bodeen raconte l'enlèvement, la séquestration et la torture dont est victime une jeune écrivaine de dix-sept ans qui a « plagié » involontairement une autre écrivaine après avoir échangé leurs idées lors d'un atelier d'écriture, laquelle a été sévèrement lynchée par les critiques à la sortie de son livre paru six mois après celui de l'adolescente.

### Dans la musique
La notion de plagiat en musique fait périodiquement l'objet de procès, la définition de l'originalité d'une mélodie ou d'un rythme étant délicate à établir. De nombreux artistes ont été accusés de plagiat, comme George Harrison avec My Sweet Lord par les Chiffons (le plagiat fut reconnu et sanctionné, mais considéré dans les attendus du jugement comme non intentionnel), Pharrell Williams et Robin Thicke pour Blurred Lines en 2013, Shakira pour Loca en 2010, Men at Work pour Down Under en 2009, Kurt Cobain de Nirvana pour Come as You Are en 1992 ou Led Zeppelin pour Stairway to Heaven en 1971.
Un an après la sortie de The Most Beautiful Girl in the World, en 1995, Prince a été accusé de plagiat par le batteur-compositeur Bruno Bergonzi et par l'éditeur-chanteur Michele Vicino, qui reprochaient à Prince de s’être inspirés de la mélodie de Takin’ Me to Paradise, un morceau sorti en 1983. En mai 2015, la Cour de cassation de Rome a définitivement ordonné le paiement des redevances sur les ventes de The Most Beautiful Girl in the World aux plaignants.

### Dans l'éducation
Il est souvent demandé aux étudiants de produire un texte sur un sujet. Pour diverses raisons, certains d'entre eux sont tentés de chercher un document et de le rendre directement à l'enseignant sans citer la source.
L'enseignant peut considérer ce comportement comme une faute assimilée à un plagiat. Un travail plagié peut entraîner une note nulle dans le bulletin. Comme un élève ne copie pas nécessairement l'intégralité d'un texte, il reste difficile de le sanctionner proportionnellement. Ce phénomène a d'ailleurs atteint de telles proportions qu'il a entraîné une prise de conscience et une volonté systématique de lutter contre cette pratique.

## Détection automatique de plagiat
En 2019, il existe sur le marché plusieurs dizaines de logiciels de détection automatique de plagiat et de réutilisation, dont aucun n'est parfait. Le logiciel produit un « score d’originalité », détecte un « contenu non unique » ou propose un indicateur de type « niveau de plagiat », utiles pour l'aide à la détection de plagiat mais ne déterminant généralement pas exactement un plagiat, car il ne peut mettre en évidence que certains cas de correspondance de texte, sans discriminer avec certitude l'originalité et le plagiat. La décision finale d'évaluation doit encore être prise par un humain.
Selon Debora Weber-Wulff, professeur au HTW[pas clair] de l'université de sciences appliquées de Berlin et spécialiste du sujet, il existe encore des faux-positifs et des faux-négatifs, et un même texte peut être jugé plagié par un logiciel et être indemne d'indices de plagiat par un autre.
Classiquement le plagiat est détecté en lisant un texte ou en observant une bande son, une image ou un document filmé et en étudiant certains indices et incohérences. Ponctuellement un moteur de recherche permet de rechercher sur l'Internet quelques mots ou une tournure inhabituelle, qui pourrait révéler des éléments copiés. De même pour des éléments étranges, des changements de style, de police, de corps de police, la présence de mots soulignés et de références de bas de page inactives, etc. Pour un document déjà un peu ancien, un risque est que le logiciel ou le correcteur prenne à tort pour une copie un original (qui aurait déjà été copié par l'auteur ou par quelqu'un d'autre, et qui serait déjà présent sur l'Internet).
Certains logiciels sont trompés par la présence de nombreuses expressions longues (noms d'institution, de références de lois, etc.). Il est également fréquent que des auteurs réutilisent les mêmes mots, expressions et tournures de phrases, ou qu'ils réutilisent des textes ou images qu'ils ont eux-mêmes produits auparavant, en oubliant de s'auto-citer ; ces éléments seront référencés comme du plagiat par un logiciel anti-plagiat.
Le logiciel de détection peut aussi ne pas avoir accès à certains originaux et alors ne pas repérer les plagiats venant de telles sources (ex : de nombreuses thèses de doctorat ne sont pas publiées en ligne, ou sont stockées derrière un paywall ; elles sont non disponibles pour la comparaison logicielle. De même, si la source était riche en fautes d'orthographe ensuite corrigées par le plagiaire, le plagiat ne sera pas détecté. Enfin, des textes reformulés sciemment et intelligemment (voire algorithmiquement) ne seront pas détectés (et finissent par être assez éloignés de la source pour être assimilés à une création originale ?).
Un concours annuel de programmes consacré à la détection de plagiat existe : le concours PAN, organisé au sein de la campagne d'évaluation CLEF (en).
De même, l'action NLP4NLP consiste à appliquer des systèmes de traitement automatique du langage naturel (TAL) aux archives du TAL afin de détecter non seulement les plagiats, mais aussi les sources d'influence entre les conférences d'une année sur l'autre.

## Affaires de plagiat célèbres et défenses

### Avant leXXesiècle
- Le poème de madame Deshoulières Les Moutons fut suspecté d'être un plagiat d'un poète de province peu connu nommé Antoine Coutel très semblable bien que considéré alors comme moins achevé. Une inversion accusatoire accusa Coutel d'avoir plagié madame Deshoulières, mais il semblait étrange que le plagiat eût ajouté des erreurs à l'original. L'affaire ne fut pas tranchée. Il était par ailleurs fréquent à l'époque que des poèmes s'inspirent les uns des autres, à titre soit d'hommage, soit de clin d’œil, soit de pastiche.
- Montaigne plagiant Plutarque et Molière plagiant Plaute : Il s'agit d'un « emprunt » assumé, d'une « intertextualité » avec clin d'œil aux lecteurs ayant reconnu la prose de leur auteur. La Fontaine explique dès la préface de ses Fables s'être inspiré pour les tourner à sa façon de celles créées par Ésope.
- Antoine Furetière, radié de l'Académie française à cause des accusations portées par celle-ci d'avoir utilisé les travaux de l'Académie pour éditer en 1685 Essai d'un dictionnaire universel[33].

### Contemporain

#### Dans la littérature
- Pierre Benoit, après la publication de son roman L'Atlantide en 1919, fut accusé d'avoir plagié Elle d'Henry Rider Haggard paru en 1887. Pierre Benoit se défendit en expliquant que la première traduction française de ce livre n'était parue en France qu'en 1920 et que, ignorant l'anglais, il n'avait pas pu le lire en langue originale[34]. En 1922, il intente à son tour un procès pour plagiat à Georges Grandjean, qui vient de publier Antinéa ou la Nouvelle Atlantide[35].
- Henri Troyat et les éditions Flammarion ont été condamnés en 2003 pour plagiat (« contrefaçon partielle ») concernant sa biographie de Juliette Drouet, la maîtresse de Victor Hugo, publiée en 1997. La cour d'appel de Paris les a condamnés à verser 45 000 euros de dommages et intérêts à Gérard Pouchain et Robert Sabourin, auteurs du livre Juliette Drouet ou la dépaysée (éd. Fayard, 1992). Henri Troyat s'est pourvu en cassation, puis désisté. L'Académie française, contrairement à ses statuts (article 13), n'a pas pris de sanction contre son Immortel, âgé de 85 ans au moment du plagiat.
- Calixthe Beyala : En 1995, Le Canard enchaîné relève des emprunts au roman Fantasia chez les ploucs de Charles Williams. Par la suite, Pierre Assouline, de la revue Lire, identifie des emprunts pour une trentaine de passages auprès de quatre auteurs différents[36]. En se fondant sur ce travail de comparaison effectué par Pierre Assouline, le site web du magazine Télérama de juillet 2008 qualifie Calixthe Beyala de « récidiviste de la kleptomanie littéraire »[37]. Selon le Monde, Calixthe Beyala se défend en novembre 1996 des accusations de Pierre Assouline, en se déclarant victime de « persécution[s] » et de la « haine raciale » des « journalistes de gauche »[38]. Elle accuse aussi Ben Okri d'avoir plagié son premier roman, après que le traducteur allemand de celui-ci a signalé des coïncidences troublantes entre les deux romans[36]. En mai 1996, le tribunal de grande instance de Paris juge que son roman Le Petit Prince de Belleville est une « contrefaçon partielle ».
- Patrick Poivre d'Arvor : Le journaliste Jérôme Dupuis établit des similitudes entre Hemingway, la vie jusqu'à l'excès publié au nom de Patrick Poivre d'Arvor, et une biographie d'Hemingway par Peter Griffin[39]. Quelques jours après cette révélation, une nouvelle édition allégée est publiée.
- Jean-Luc Hennig, qui avait été accusé d'avoir copié de longs passages de L'Horoscope cruel (1996) dans un ouvrage de Jacques-André Bertrand, se défend avec humour[40] dans Apologie du plagiat (1997), en montrant tout ce que la littérature a toujours dû au plagiat, et écrit : « La littérature n'est qu'un travail de couture, de bouturage. Le véritable artiste ne craint pas d'être pillé ! »
- Marie Darrieussecq : Camille Laurens (Philippe, P.O.L, 1995) accuse Marie Darrieussecq de « plagiat psychique » (Tom est mort, 2007). Par ce terme, Camille Laurens semble vouloir dénier le droit à Marie Darrieussecq de raconter la mort d’un enfant alors qu’elle ne l’avait pas elle-même vécue[41]. Le sujet du droit d'un auteur de narrer à la première personne une souffrance qu'il n'a pas lui-même traversée sera l'objet de multiples débats dans les médias[42].
- Alain Minc : pour son ouvrage intitulé Spinoza, un roman juif, contrefaçon partielle de l’ouvrage Spinoza, le masque de la sagesse de Patrick Rödel[43]. Il récidive dans L'Homme au deux visages en recopiant 47 passages de la biographie de Pascale Froment sur René Bousquet[33].
- Joseph Macé-Scaron : Pour son roman Ticket d'entrée (Grasset, 2011) qui reprend mot pour mot des extraits d'un livre de l'Américain Bill Bryson (American rigolos : chroniques d'un grand pays, 2003)[44].
- Jacques Attali : pour plusieurs de ses ouvrages[44],[45],[46].
- Rama Yade : emprunts à une quinzaine d'auteurs relevés dans Plaidoyer pour une instruction publique (Grasset, 2011).
- Gilles Bernheim, le grand rabbin de France, finit par reconnaître en avril 2013 que son livre Quarante méditations juives (éd. Stock, septembre 2011) contient un plagiat d’un écrit de Jean-François Lyotard[47], mais rejette la faute sur le prête-plume qu'il a employé pour rédiger le livre[48].

#### Dans l'université
- Karl-Theodor zu Guttenberg, ministre allemand de la Défense : il est poussé à la démission en mars 2011 et déchu de son titre doctoral pour plagiat dans la rédaction de sa thèse de doctorat. Une analyse a montré que 95 % des pages de sa thèse contiennent des lignes plagiées (attention cependant à la subjectivité de ce chiffre, qui traite imparfaitement les références juridiques)[49].
- Esther Silvana Koch-Mehrin, eurodéputée allemande, vice-présidente du Parlement européen : le titre de docteur fut retiré le 15 juin 2011 pour plagiat.
- Pál Schmitt, président de la République hongroise : il avait traduit 200 des 215 pages de sa thèse d'histoire des Jeux Olympiques à partir d'un autre ouvrage écrit par un expert français[33],[50].
- Annette Schavan, ministre allemande de l'Éducation et de la Recherche : fin 2012, Der Spiegel révèle des soupçons de plagiat pour sa thèse de philosophie obtenue en 1980 à l'Université Heinrich-Heine de Düsseldorf, ce qui a enclenché une enquête de l'établissement, qui a conclu en février 2013 à une triche systématique et délibérée triché, et retiré le diplôme de docteur d'Annette Schavan. Elle a ensuite démissionné du gouvernement fédéral[51].
- Franziska Giffey, ministre allemande de la Famille : elle démissionne le 19 mai 2021 en raison d'accusation de plagiat concernant sa thèse de doctorat en sciences politiques, passée en 2010[52].
- Xavier Bettel, Premier ministre du Luxembourg : en octobre 2021, le média Reporter.lu révèle que Xavier Bettel aurait plagié une large majorité de son mémoire de DEA en 1999 à l'université de Nancy[53]. Il reconnaît les faits, affirme qu'il n'avait pas l'intention de plagier et qu'il a toujours considéré son travail comme « mauvais », et demandé à l'établissement de lui retirer son diplôme[54].

### Site dédié
- Rémi Bachelet, « Qu'est-ce que le plagiat ? », sur École centrale de Lille (consulté le 12 mars 2013) « Site […] destiné à expliquer ce qu’est le plagiat et comment l’éviter », comportant notamment cinq vidéos intitulées : Voler des idées : Le plagiat - Comprendre le plagiat - Les bonnes pratiques - Wikipédia et les licences libres - Conclusion. Oublie de dire que la littérature est batie sur la copie et l'adaptation.